# ChemSpider
ChemSpider este o bază de date liberă ce conține informații despre compuși chimici. ChemSpider este proprietatea Royal Society of Chemistry.